# 郭凤鸣

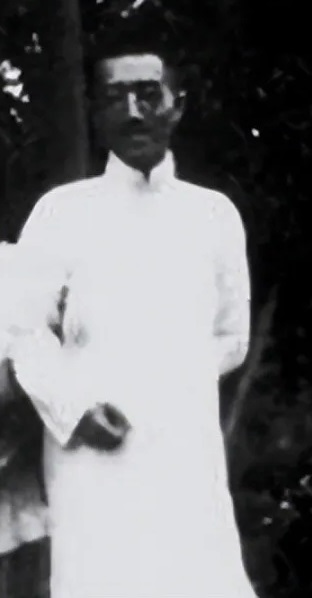
郭凤鸣

郭凤鸣（1893年—1929年3月14日），字岐山，福建长汀人，中华民国大陆时期福建军阀。1924年—1927年，割据沙县一带；1927年—1929年，割据长汀一带。

## 生平
清光绪十九年（1893年），郭凤鸣出生于福建省汀州府长汀县城关。小时候，就读于私塾，常与同学寻衅斗殴。稍长，在归化（今明溪）同乡开的糕饼店当学徒。民国七年(1918年)，投奔其兄郭锦棠（时任福建陆军第一师补充营营长），不久升任营长、团长等职。民国十三年（1924年），郭锦棠病死，郭凤鸣继任福建陆军第一旅旅长，割据沙县、永安、归化3县。
因郭凤鸣难以服众，其继任旅长不久，便有部属不辞而别。随后，因所属第二统领不同意郭凤鸣提高船舶税以解决军饷的办法，郭凤鸣竟指责该统领“通匪”并当众枪毙，又引发多起部将叛离事件，实力大为削弱。后经郭凤鸣苦心经营，笼络人心，才稳住辖区局面。民国十三年（1924年）10月和民国十四年（1925年）5月，郭凤鸣与割据尤溪的军阀卢兴邦为争夺地盘、抢夺军火而开战，双方各有胜负，民众惨遭其害。郭凤鸣与其兄郭锦棠割据沙县一带时，搜刮巨额钱财，供其挥霍；在霸占来的宅基上大兴土木，营建花园式小洋楼。
民国十五年（1926年）9月，何应钦率国民革命军北伐军进入福建；同年底，郭凤鸣通电起义，其部受编为新编第一军第二师，郭凤鸣任师长。民国十六年（1927年）春，郭凤鸣部被调往泉州，结束郭氏兄弟在沙县一带长达5年的统治；11月底，郭凤鸣率部2000余人返回长汀，原长汀驻军郑光前部闻风而逃。民国十七年（1928年）初，郭凤鸣被任命为福建省防军第三混成旅旅长，军衔为中将。
郭凤鸣返回长汀后，收编、清剿附近各县的土匪、民团，并劝说旧属卢新铭率数百人枪回归，将部队扩充为4个团及旅部直属部队，共5000多人，势力范围扩展到原汀州府8县。民国十七年（1928年）6月，郭凤鸣派钟铭清团残酷镇压上杭蛟洋农民运动。返回长汀期间，郭凤鸣的生活依然奢侈腐化，常巧立捐税名目，向民众摊派，供其挥霍。
民国十八年（1929年）3月12日，红四军进入长汀，在四都渔溪击溃郭凤鸣部1个团。13日，郭凤鸣在长岭寨布防，并亲率旅部人员督阵指挥。14日，红四军兵分三路，向长岭寨发起总攻，击溃郭凤鸣部；郭凤鸣腿部中弹，由两个马夫背至牛斗头，藏于厕所，被红军士兵发现，当场击毙，时年36岁。随后，郭凤鸣的尸体被抬至长汀城示众。残部由其同乡卢新铭接管，卢新铭自任旅长。